# وزارة المالية (أستراليا)
وزارة المالية هي إدارة في حكومة أستراليا مكلفة بمسؤولية مساعدة الحكومة لا سيما فيما يتعلق بالنفقات والإدارة المالية والعمليات الحكومية. الرئيس الإداري للوزارة هو سكرتير وزارة المالية، حيث يشغل المنصب حاليا روزماري هوستابل التي تقدم تقاريرها إلى وزير المالية الفيدرالي السناتور كاتي غالاغر.